# Emil Laube (General)
Anton Eduard Albert Emil Laube (* 14. September 1830 in Polnisch-Wartenberg; † 27. Januar 1891 in Breslau) war ein preußischer Generalleutnant.

## Leben

### Herkunft
Seine Eltern waren der preußische Hauptmann a. D. Eduard Laube (1785–1870) und dessen Ehefrau Adelheid, geborene von Hoffmannswaldau (1799–1866).

### Militärkarriere
Nach dem Besuch der Kadettenhäuser in Wahlstatt und Berlin wurde Laube am 28. April 1849 als charakterisierter Portepeefähnrich dem 22. Infanterie-Regiment der Preußischen Armee überweisen und avancierte bis Mitte Oktober 1850 zum Sekondeleutnant. Während der Mobilmachung anlässlich der Herbstkrise war er vom 12. November 1850 bis zum 3. Februar 1851 zur Dienstleistung beim II. Bataillon des 3. Garde-Landwehr-Regiments nach Breslau kommandiert. Vom 12. Juli 1855 bis zum 31. März 1858 war Laube Adjutant des Füsilier-Bataillons, diente ab Januar 1859 als Regimentsadjutant und rückte Mitte März 1859 zum Premierleutnant auf. Als solcher war er vom 12. Mai bis zum 1. Juli 1860 zur 21. Infanterie-Brigade zur Wahrnehmung der Adjutanturgeschäfte kommandiert. Daran schloss sich seine Kommandierung als Adjutant dieser Brigade an und im September 1862 nahm Laube an der Generalstabsübungsreise im Bereich des VI. Armee-Korps teil. Unter Beförderung zum Hauptmann trat er als Kompaniechef im 4. Pommerschen Infanterie-Regiment Nr. 21 am 9. Januar 1864 in den Truppendienst zurück.
Im Vorfeld des Deutschen Krieges wurde er am 3. April 1866 unter Stellung à la suite seines Regiments zum sachsen-coburgischen Kontingent kommandiert und nahm im Kriegsverlauf an der Schlacht bei Langensalza sowie während des Mainfeldzuges an den Gefechten bei Oerlenbach und Hundheim teil. Durch die Militärkonvention wurde nach dem Krieg zum 25. September 1867 aus dem Kontingent das 6. Thüringische Infanterie-Regiment Nr. 95 gebildet und Laube zum Chef der 12. Kompanie ernannt. Unter Beförderung zum Major wurde er Mitte März dem Regiment aggregiert und kurz darauf Anfang April 1870 einrangiert. Zunächst beim Regimentsstab, nahm Laube während des Krieges gegen Frankreich an den Kämpfen bei Weißenburg, Wörth, Sedan teil und wurde während der Belagerung von Paris am 1. Oktober 1870 zum Kommandeur des Füsilier-Bataillons ernannt. Dieses führte er bei Artenay, Châteaudun und Orleans. Für sein Wirken erhielt Laube das Eiserne Kreuz II. Klasse und das Komturkreuz II. Klasse des Herzoglich Sachsen-Ernestinischen Hausordens mit Schwertern.
Nach dem Krieg stieg Laube bis Mitte April 1878 zum Oberst auf, war vom 20. April 1878 bis zum 5. Dezember 1883 Kommandeur des 4. Oberschlesischen Infanterie-Regiment Nr. 63 und erhielt Mitte September 1882 den Kronen-Orden II. Klasse. Unter Beförderung zum Generalmajor folgte dann seine Versetzung nach Magdeburg als Kommandeur der 13. Infanterie-Brigade. In dieser Stellung wurde er anlässlich des Ordensfestes im Januar 1887 mit dem Roten Adlerorden II. Klasse mit Eichenlaub ausgezeichnet. Unter Verleihung des Charakters als Generalleutnant wurde Laube in Genehmigung seines Abschiedsgesuches am 14. Februar 1888 mit Pension zur Disposition gestellt. Er starb am 27. Januar 1891 in Breslau.

### Familie
Laube heiratete am 14. Mai 1857 in Stübendorf Luise Winkler (1832–1910), eine Tochter des Gutspächters Karl Winkler. Das Paar hatte mehrere Kinder:
- Karl (* 1858)
- Luise (* 1859) ⚭ Friedrich von Hoffmannswaldau (1856–1900), preußischer Major[3]
- Gabriele (* 1861)
- Adele (* 1864)
- Alice (* 1870)